# Андрей Кузнецов
Андрей Алексеевич Кузнецов - командир на разузнавателното отделение на 61-ва отделна гвардейска разузнавателна рота (58-ма гвардейска стрелкова Красноградско-Пражка, носител на ордени на Ленин два пъти и Червено знаме на Суворовска дивизия, 34-та гвардейска стрелкова корпус, 5-та гвардейска армия, 1-ви украински фронт), гвардейски сержант, участник във Великата отечествена война, носител на Ордена на славата от три степени.

## Биография
Роден на 5 март 1920 г. в село Старо-Изобильное, сега Изобилненски район на Ставрополския край, в селско семейство.  След като завършва седемгодишно училище, работи в колхоз „Победа“.
В Червената армия от август 1939 г. служи в 139-ти танков полк в подножието на Карпатите и получава бойното си кръщение във Великата отечествена война през юни 1941 г. като механик-водач на танк.
Участва в Сталинградската битка, в освобождаването на Левобережна и Дяснобрежна Украйна, Лвовско-Сандомирска, Сандомирско-Силезийска, Долносилезка, Горносилезка, Берлинска и Пражка настъпателни операции. Воюва на Западния, Сталинградския, Южния, 4-ти, 3-ти и 1-ви украински фронтове в състава на 61-ва отделна гвардейска разузнавателна рота.
На плацдарма на Сандомир през нощта на 22 октомври 1944 г. разузнавачът Кузнецов в района на Чрзанов (сега Буски окръг, Свентокшиско войводство, Полша), начело на група за улавяне, тихо се приближава до телените бариери на врага, преодолява ги и атакува вражеския дот отзад. След като са унищожени защитниците му, залавят лека картечница и „език“, разузнавачите се въръщат в своята част без загуби.
Със заповед от 58-ма гвардейска стрелкова дивизия от 29 октомври 1944 г. гвардейският сержант Кузнецов Андрей Алексеевич е награден с орден „Слава“ 3-та степен.
По време на Варшавско-Познанската настъпателна операция, през нощта на 23 януари 1945 г., разузнавателният отряд под командването на Кузнецов тайно пресича река Одер по леда и внезапно атакува германците в село Фишбах близо до село Деберн (сега Добжен Велки, Ополски окръг, Ополско войводство). В същото време са унищожени над 10 вражески войници, пленени са 2 тежки картечници и 81-мм минохвъргачка и е заловен противников подофицер. Разузнавачите държат селото до пристигането на стрелковите части.
Със заповед по войските на 5-та гвардейска армия от 3 март 1945 г. гвардейският сержант Кузнецов Андрей Алексеевич е награден с орден „Слава“ 2-ра степен.
През нощта на 1 май 1945 г. отряд под командването на гвардейския сержант Кузнецов достига до село Детутов (Германия) на десния бряг на река Елба и пленява вражески войник, който посочва местоположението на германския щаб. Разузнавачите се промъкват до важен обект и безшумно премахват трима часови. Използвайки гранати и картечен огън, те унищожават до 20 офицери и охранители в щаба, взривяват 2 автомобила с боеприпаси и изземат важни документи.
С указ на Президиума на Върховния съвет на СССР от 27 юни 1945 г. Андрей Алексеевич Кузнецов е награден с орден Слава 1-ва степен за образцово изпълнение на специални командни задачи на фронта на борбата срещу германските нашественици и проявената доблест и смелост.
След демобилизацията му през януари 1947 г. гвардейският старшина Кузнецов живее в град Грозни, през 1951 г. се премества в Новочеркаск, Ростовска област и работи като шофьор,
Умира на 6 февруари 1986 г.

## Ордени и декорации
- Орден Отечественной войны I степени (11 март 1985)[4]

Пълен кавалер на орден „Слава“:
- орден Славы I степени (27 юни 1945);[5]
- орден Славы II степени (3 март 1945);[5]
- орден Славы III степени (29 октомври 1944);[5]

Медали, в това число:
- „За оборону Сталинграда“ (1 май 1944);
- „В ознаменование 100-летия со дня рождения Владимира Ильича Ленина“ (6 април 1970);
- „За победу над Германией в Великой Отечественной войне 1941–1945 гг.“ (9 май 1945);[5]
- „За взятие Берлина“ (9 май 1945);
- „За освобождение Праги“ (9 май 1945);[5]
- „20 лет Победы в Великой Отечественной войне 1941–1945 гг.“ (7 май 1965);[6]
- „30 лет Победы в Великой Отечественной войне 1941–1945 гг.“;[7]
- „40 лет Победы в Великой Отечественной войне 1941–1945 гг.“;[8]
- Юбилейная медаль „50 лет Победы в Великой Отечественной войне 1941–1945 гг.“;
- „30 лет Советской Армии и Флота“;[9]
- „40 лет Вооружённых Сил СССР“;[10]
- „50 лет Вооружённых Сил СССР“ (26 декември 1967);[11]
- Знак „25 лет победы в Великой Отечественной войне“ (1970).